# Topusko
Topusko est un village et une municipalité située dans le comitat de Sisak-Moslavina, en Croatie. Au recensement de 2001, la municipalité comptait 3 219 habitants, dont 63,53 % de Croates et 29,64 % de Serbes. Le village seul comptait 798 habitants.
Toplice Topusko est une station thermale réputée.

## Géographie
La localité est située en Croatie centrale, dans la vallée de la rivière Glina, un affluent de la Kupa. Topusko se trouve à environ 60 kilomètres au sud de Zagreb et à 40 kilomètres au sud-ouest de Sisak. Le territoire communal s'étend dans la région historique de Kordun, près de la frontière avec la Bosnie-Herzégovine.

## Histoire
Vers 1208, un monastère des Cisterciens consacré à sainte Marie, une filiation de la lignée de Clairvaux et de l'abbaye de Szentgotthárd en Hongrie, a été fondé sur le site d'un ancien bain romain dans la vallée de la Glina. La création fait suite à un vœu prononcé par le roi André II de Hongrie, un des chefs militaires de la cinquième croisade en 1217. 
Les moines quittent l'endroit au début du XVIe siècle ; dévasté durant les guerres ottomanes, le monastère tomba en ruines. Pendant des siècles, la région faisait partie de la Krajina croate, une partie des confins militaires de la monarchie de Habsbourg, puis du comitat de Zagreb au sein du royaume de Croatie-Slavonie.
Lors de l'effondrement de la Yougoslavie, Topusko se trouvait dans la République serbe de Krajina et la zone de combat de la guerre de Croatie qui s'est déroulée de 1991 à 1995. De nombreux bâtiments, dont la station thermale, ont été gravement endommagés.

## Localités
La municipalité de Topusko compte 16 localités (au recensement de 2011):
| - Batinova Kosa - 50 - Bukovica - 2 - Crni Potok - 153 - Donja Čemernica - 170 - Gređani - 341 - Hrvatsko Selo - 310 - Katinovac - 90 - Mala Vranovina - 1 | - Malička - 43 - Pecka - 27 - Perna - 176 - Ponikvari - 347 - Staro Selo Topusko - 154 - Topusko - 945 - Velika Vranovina - 150 - Vorkapić - 26 |